# Hombres medios
En el universo imaginario de J. R. R. Tolkien y en sus obras Cuentos inconclusos de Númenor y la Tierra Media y Los pueblos de la Tierra Media, los hombres medios son los antecesores de los pueblos edain, que no llegaron a Beleriand y que se establecieron principalmente en Eriador. 
La gran mayoría de estos hombres pertenecían a las casas de Bëor y de Hador y el término «hombres medios» es el que usaban los númenóreanos para encuadrar, en un principio, a todos los pueblos que encontraron en Eriador y luego a todos los pueblos considerados «amigos del Oeste», no dúnedain. Por tanto esta última clasificación incluía a los edain que no viajaron a Númenor al final de la Primera Edad del Sol y a los hombres del Norte y por ende a los rohirrim.
Las distintas corrientes migratorias se establecieron, en las postrimerías de la Primera Edad, en la región comprendida entre las quebradas del Norte y las quebradas del Sur mezclándose con los pre-haladin que ya existían en la zona de Bree. Allí cultivaron la amistad con los elfos de Lindon y se piensa que convivieron con ellos en las orillas del lago Evendim. De alguna manera la cultura élfica influyó sobre los hombres medios, porque estos no sucumbieron a «la Sombra» que volvía a extenderse sobre la Tierra Media.
Pero fue la influencia númenóreana la que caló hondo en la cultura de estos pueblos. Los hombres medios toman contacto, por primera vez, con Vëantur (abuelo de Aldarion), que es el primer capitán de Númenor en llegar a la Tierra Media. Estos, asombrados por la llegada a Mithlond de los dúnedain, le solicitaron a Gil-Galad que los contactara, realizándose un encuentro en Emyn Beraid y a partir de ese momento la relación perduró por muchos siglos. 
Los númenoreanos enseñaron a los hombres medios la actividad de la agricultura, la forja de metales, la construcción de viviendas, el trabajo en la piedra y muchas otras actividades que desconocían. Pero fundamentalmente, fue el lenguaje la principal enseñanza. Ambos pueblos descubrieron que podían entenderse, pues las lenguas estaban emparentadas. De esta interrelación lingüística nació el idioma que se extendió por todo el Oeste de la Tierra Media, el oestron o «la lengua común».
En las guerras que se libraron a mediados de la Segunda Edad, entre Sauron, los elfos y los númenoreanos; los hombres medios de Eriador fueron casi totalmente exterminados; subsistiendo solo pequeños bolsones en las colinas del Viento, en Bree y en las tierras de El Ángulo. La recuperación demográfica nunca llegó del todo, aunque a principios de la Tercera Edad del Sol el reino de Arnor contó con muchos habitantes, por lo menos hasta las guerras contra Angmar.